# アラン・ド・ロワイエ＝デュプレ

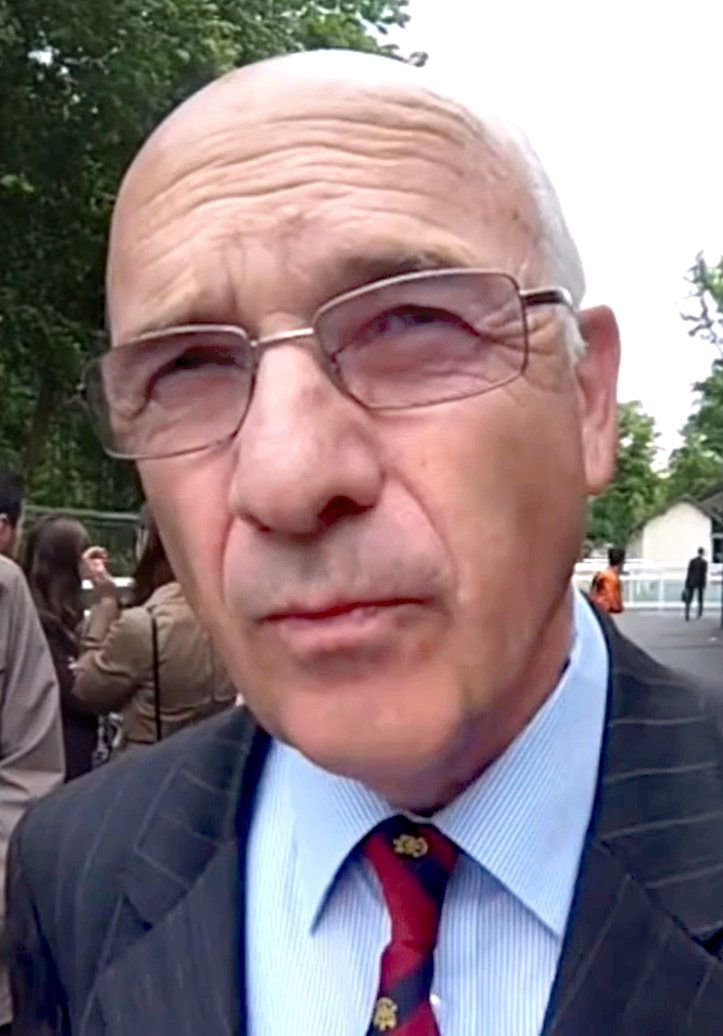
Alain de Royer-Dupré (2013)

アラン・ド・ロワイエ＝デュプレ（Alain de Royer-Dupré、1944年9月24日-）はフランスの競馬の元調教師。ノルマンディーで開業し、1981年にシャンティイに移った。フランソワ・マテ調教師の死後、主にアーガー・ハーン4世殿下のフランスでの専属調教師になり、世界中の大競走を制していった。
2021年シーズンをもって調教師を引退した。

## 主な勝鞍
※括弧内は勝利回数。

### フランス
- 凱旋門賞-(2) - Dalakhani (2003), Zarkava (2008)
- ジョッケクルブ賞-(6) - Darshaan (1984), Mouktar (1985), Natroun (1987), Dalakhani (2003), Darsi (2006), Reliable Man (2011)
- プール・デッセ・デ・プーラン-(3) - Ashkalani (1996), Daylami (1997), Sendawar (1999)
- リュパン賞-(1) - Dalakhani (2003)
- パリ大賞典-(4) - Sumayr (1985), Valanour (1995), Khalkevi (2002), Montmartre (2008)
- ディアヌ賞-(6) - Shemaka (1993), Vereva (1997), Zainta (1998), Daryaba (1999), Zarkava (2008), Sarafina (2010)
- プール・デッセ・デ・プーリッシュ-(4) - Masarika (1984), Zalaiyka (1998), Darjina (2007), Zarkava (2008)
- サンタラリ賞-(6) - Behera (1989), Zainta (1998), Belle et Celebre (2008), Sarafina (2010),Sagawara (2012), Vazira (2014)
- サンクルー大賞-(2) - Pride (2006), Sarafina (2011)
- ガネー賞-(4) - Kartajana (1991), Valanour (1996), Astarabad (1998), Dark Moondancer (1999)
- イスパーン賞-(2) - Sendawar (2000), Sageburg (2008)
- ムーラン・ド・ロンシャン賞-(3) - Ashkalani (1996), Sendawar (1999), Darjina (2007)
- フォレ賞-(1) - Varenar (2009)
- ロワイヤルオーク賞-(1) - Tiraaz (1998)
- カドラン賞-(1) - Tajoun (1999)
- ヴェルメイユ賞-(7) - Sharaya (1983), Darara (1986), Daryaba (1999), Shawanda (2005), Mandesha (2006), Zarkava (2008), Shareta (2012)
- オペラ賞-(2) - Mandesha (2006), Dalkala (2013)
- ジャンロマネ賞-(2) - Pride (2005), Alpine Rose (2009)
- アスタルテ賞-(2) - Mandesha (2006), Darjina (2007)
- ジャン・リュック・ラガルデール賞-(2) - Danishkada (1986), Siyouni (2009)
- クリテリウム・アンテルナシオナル-(1) - Dalakhani (2002)
- モルニ賞-(1) - Chargé d'Affaires (1997)
- クリテリウムドサンクルー-(2) - Darshaan (1983), Mouktar (1984)
- マルセルブサック賞-(2) - Zarkava (2007), Rosanara (2009)

### イギリス
- チャンピオンステークス-(1) - Pride (2006)
- セントジェームズパレスステークス-(1) - Sendawar (1999)

### アイルランド
- アイリッシュオークス-(2) - Shawanda (2005), Chicquita (2013)

### ドイツ
- バイエルンツフトレネン-(1) - Kartajana (1991)
- オイロパ賞-(1) - Sumayr (1985)

### イタリア
- デルビーイタリアーノ-(1) - Houmayoun (1990)
- ミラノ大賞典-(2) - Dark Moondancer (1999), Shamdala (2006)
- リディアテシオ賞-(1) - Pracer (1993)
- ヴィットーリオ・ディ・カープア賞-(1) - Linngari (2007)

### アメリカ
- ブリーダーズカップ・ターフ-(1) - Lashkari (1984)

### カナダ
- E.P.テイラーステークス-(1) - Khariyda (1987)

### 香港
- 香港カップ-(1) - Pride (2006)
- 香港ヴァーズ-(1) - Daryakana (2009)

### オーストラリア
- メルボルンカップ-(1) - Americain (2010)

### アラブ首長国連邦
- ドバイシーマクラシック-(1) - Dolniya (2015)

## 主戦騎手
- ジェラルド・モッセ (1993-2001)
- クリストフ・スミヨン (2002-2009 2015-)
- クリストフ・ルメール (2010-2014)

## 表彰
- フランス首位調教師 (2008)